# PARFUM DE PARIS
『PARFUM DE PARIS』（パルファン ド パリ）は宝塚歌劇団によって制作された舞台作品。星組公演。形式名は「VISAシアター グランド・ショー」。24場。作・演出は小原弘稔。本公演における併演作品は『宝寿頌』。

## 公演期間と公演場所
- 1993年1月1日 - 2月15日（新人公演：1月19日）　宝塚大劇場[1][3]　＊新大劇場・こけら落とし公演
- 1993年4月4日 - 4月30日（新人公演：4月13日）　東京宝塚劇場[2][3]

## 解説
※『宝塚歌劇100年史（舞台編）』の宝塚大劇場公演参考。
宝塚とは縁の深いパリをテーマにした、パリの香りいっぱいの粋で豪華なグランド・ショー。「薔薇と蝶々」や、羽による花をモチーフにした「グランド・フィナーレ」のレビュー衣装など、高田賢三による美しい色彩が溢れる舞台衣装が話題となった。リンダ・ヘーパーマンの振付によるリズミカルでダイナミックなダンスシーンもあった。

## スタッフ
※氏名の後ろに「宝塚」「東京」の文字がなければ両劇場共通。
- 衣装：高田賢三
- 作曲・編曲：吉崎憲治・南安雄・高橋城
- 音楽指揮：岡田良機（宝塚）、伊沢一郎（東京）
- 振付：喜多弘・尚すみれ・山田卓・家城比呂志・リンダ・ペーパーマン
- 装置：石濱日出雄・関谷敏昭
- 衣装コーディネーター：任田幾英
- 照明：今井直次
- ヘアー&メイクアップ：伊藤正人
- 小道具：万波一重
- 効果：中屋民生
- 演出補：石田昌也
- 演出助手：中村一徳・加藤誠
- 振付助手：立ともみ
- 衣装補：田口美香・有村淳
- 舞台進行：恵見和弘
- 制作：小林公一
- 制作：伊藤万寿夫（東京）

## 配役

### 本公演
※宝塚・東京共通。
- 踊る男S、紳士1、漁師S、蝶のエトワール、船長 - 紫苑ゆう
- 踊る女S、淑女、踊る娘S、恋人 - 白城あやか
- 踊る男S、紳士2、ジゴロS、白薔薇の男、蝶の男、海賊 - 麻路さき
- 歌う女S、淑女、蝶の娘、ダイヤモンドの女 - 洲悠花
- ジプシー女、海賊の女 - 葉山三千子
- 歌う男 - 一樹千尋
- 歌う男、紳士 - 夏美よう
- 踊る男、マフィア - 鞠村奈緒
- 踊る男、紳士 - 千珠晄・英真なおき・希波千愛
- 踊る女、エトワール - 出雲綾
- 踊る男、マフィア - 千秋慎
- 踊る男、紳士、歌う男 - 稔幸
- 踊る男、歌う男、紳士 - 絵麻緒ゆう
- 踊る女、歌う淑女 - 羽衣蘭・乙原愛
- 踊る男、歌う男、紳士 - 神田智
- 踊る男、紳士 - 湖月わたる
- 踊る娘、パリジェンヌ - 星奈優里
- 歌う娘、パリジェンヌ、エトワール - 花總まり

#### ゲスト出演（宝塚のみ）
- パリジャン、踊る蝶の男、紳士S - 杜けあき（1月2日 - 10日）、安寿ミラ（11日 - 21日）、涼風真世（22日 - 31日）
- 歌う蝶の男、パリジャン、紳士S - 一路真輝（1月2日 - 10日）、真矢みき（11日 - 21日）、天海祐希（22日 - 31日）
- パリジェンヌ、蝶の娘A、淑女 - 紫とも（1月2日 - 10日）、森奈みはる（11日 - 21日）、麻乃佳世（22日 - 31日）

### 新人公演
※宝塚・東京共通。
- 歌う紳士1、パリジャン、ジゴロ、漁師、蝶のエトワール、船長 - 絵麻緒ゆう
- 歌う紳士2、歌う男、紳士 - 神田智
- 歌う淑女S、薔薇の女 - 万理沙ひとみ
- 踊る娘S、蝶の娘S - 星奈優里
- 踊る淑女S、恋人、パリジェンヌ - 花總まり
- 歌う蝶の男A、パリジャン - 雅景
- 歌う男 - にしき愛
- 薔薇の男、歌う男 - 希佳
- 紳士 - 麻央りつき